# Sahara (гостиница и казино)

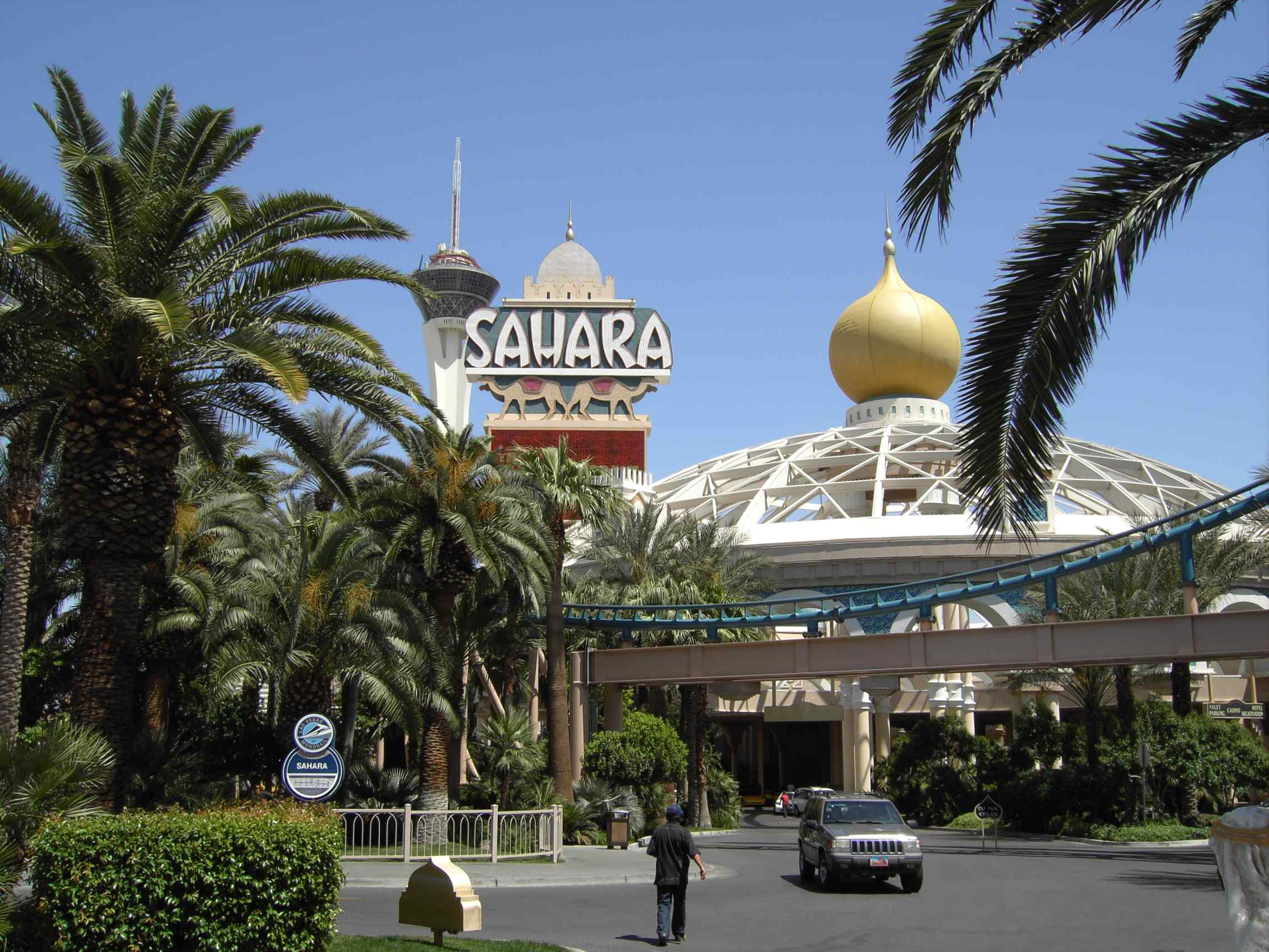
Вход в отель-казино Sahara

Sahara (рус. Сахара) — отель-казино, расположенный на бульваре Лас-Вегас Стрип, в Лас-Вегасе, штат Невада, США. Принадлежит компании Gordon Gaming Corporation. В гостинице — 1720 номеров и казино площадью 7896 м². Весь комплекс Sahara, оформленный в марокканском стиле, занимает 174 000 м², включая пустующую рядом землю. Это одно из старейших казино Лас-Вегаса, самый северный отель на восточной стороне бульвара Лас-Вегас Стрип (на западной таковым является отель-казино Stratosphere), здесь же расположена конечная (северная) станция Монорельсовой дороги Лас-Вегаса. Sahara — последнее сохранившееся казино т.н «Крысиной стаи» (англ. Rat Pack), легендарной группы звёзд американской эстрады и Голливуда 1950—1960-х гг., концентрировавшейся вокруг Фрэнка Синатры. Парадный вход в гостиницу оформлен в виде порт-кошера, задающего марокканскую тематику всему развлекательному комплексу.

## История
Отель Sahara открылся 7 октября 1952 года, его построил Милтон Прелл, один из родоначальников крупного игорного бизнеса в Лас-Вегасе. Это был шестой большой развлекательный комплекс на бульваре Лас-Вегас Стрип.
В конце 1954 года в Sahara начал выступать с постоянным вечерним шоу известнейший джазовый музыкант Луи Прима. Это был один из первых примеров подобного рода регулярных концертов звёзд эстрады в крупных казино Лас-Вегаса, традиция, которая продолжается и сейчас Элтоном Джоном, Селин Дион и другими популярными исполнителями.
В 1961 году гостиница была приобретена американским строительным магнатом Дэлбертом Уэббом, который спустя два года, в 1963, добавил к и так внушительному комплексу ещё один 24-этажный гостиничный корпус. Ещё одно новое 27-этажное здание было построено в 1987 году, а знаменитый порт-кошер появился на месте бывшего бассейна в 1997.

В 1995 году Sahara сменила владельца. Вплоть до своей смерти 22 декабря 2002 им являлся Билл Беннетт, а сейчас отель-казино принадлежит семейному трастовому фонду его наследников. 

Логотип отеля-казино Sahara

В 1999 году была осуществлена очередная реконструкция комплекса, в ходе которой на его территории появились официальный ресторан NASCAR и «американские горки» под названием «Скорость». Посетители аттракциона имеют возможность прокатиться из отеля вдоль бульвара Стрип, затем сквозь гигантскую надпись Sahara напротив входа в гостиницу, вверх и обратно.
В феврале 2006 в средствах массовой информации появились первые слухи о грядущем закрытии одного из последних легендарных отелей-казино Лас-Вегаса, а в июне 2006 в газеты просочилась информация о том, что Sahara и прилегающая к ней территория выставлены на продажу.
11 марта 2011 года было объявлено, что Сахара закроется через два месяца.в то время в Сахаре было 1 720 гостиничных номеров и 85 000 кв. футов (7 900 м2 ) пространства для казино. В то время на курорте было два основных ресторана: House of Lords steakhouse и NASCAR Café. В Сахаре насчитывалось 1050 сотрудников, которые были затронуты закрытием.
14 февраля 2013 года американский миллиардер Сэм Назарян объявил о начале работ по преобразованию отеля в SLS Las Vegas на сумму $ 415 млн.
SLS Las Vegas открылся 23 августа 2014 года. В нем было 1600 номеров, казино, четыре ночных клуба, магазин одежды Фреда Сигала и различные рестораны.
6 октября 2015 года Сэм Назарян продал свою долю в SLS Las Vegas и заключил соглашение о франшизе отеля компании Stockbridge Real Estate Group.
9 Ноября 2015 года, Starwood Hotels & Resorts объявил, что он добавит SLS Las Vegas к своему портфолио Tribute, сети независимых четырехзвездочных отелей, которые позволят ему воспользоваться платформой бронирования Starwood и преимуществами участника. Он также объявил, что 289-комнатная башня LUX Tower, одна из трех башен на территории отеля, пройдет реконструкцию и ребрендинг как W Las Vegas в сентябре 2016 года. W будет иметь свой собственный отдельный вход, лобби, конференц-залы, бассейн и помещения и будет управляться Starwood в то время как остальная часть SLS останется под его существующим управлением.
В апреле 2018 года, Meruelo Group купил SLS у Стокбриджа. Алекс Меруело анонсированы планы на $ 100 млн реконструкцию объекта, а также ожидается ребрендинг SLS в 2019 году.
В августе 2018 года SLS прекратил свои отношения со Starwood, а W Las Vegas был переименован в Grand Tower и вернулся под внутреннее управление.
Огромная церемония с участием фейерверков и световое шоу было проведено 27 июня 2019 года, чтобы объявить о предстоящей смене названия в Сахаре Лас-Вегас, в рамках продолжающейся реконструкции.
Курорт стал Сахарой Лас-Вегас 29 августа 2019 года, и ремонт, как ожидается, продолжится в 2020 году. Ремонт бассейна планируется начать в сентябре 2019 года.новый лаундж отеля Sahara был назван Casbar Lounge, в честь оригинальной концертной площадки курорта. Новая Сахара современна по своему дизайну и не имеет марокканской тематики, как раньше, хотя в ней есть ссылки на оригинальную Сахару. 

## Интересные факты
- Оригинальная версия фильма «Одиннадцать друзей Оушена» (1960) снималась в отеле-казино Sahara.